# Треугольник Эри

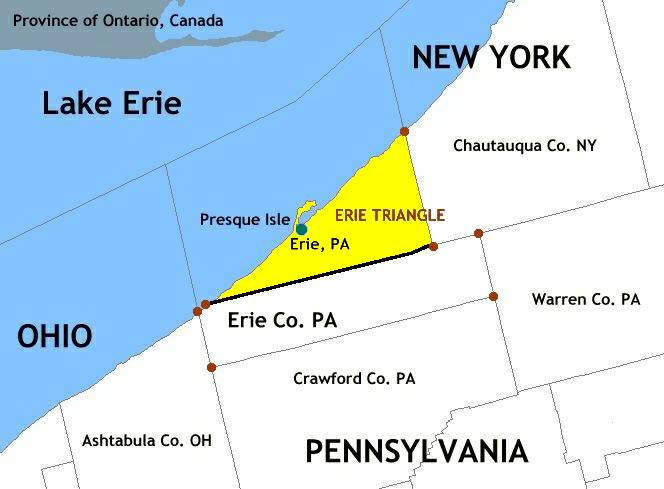

Треугольник Эри (англ. Erie Triangle) — участок земли площадью примерно 300 квадратных миль (780 км²) на южном берегу озера Эри, который был предметом территориальных претензий нескольких штатов (Нью-Йорк, Пенсильвания, Коннектикут и Массачусетс). В 1792 году он был приобретен федеральным правительством США и продан Пенсильвании, чтобы штат получил доступ к порту с пресной водой. Территория треугольника Эри составляет большую часть современного округа Эри, Пенсильвания.

## История

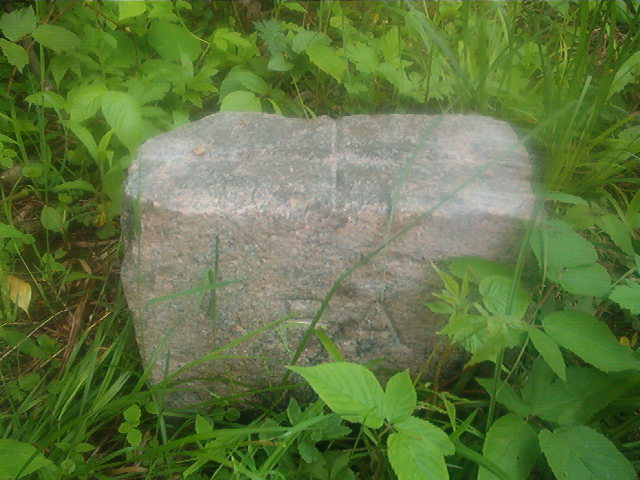
Краеугольный камень треугольника Эри

Большая часть северо-западной Пенсильвании перешла под контроль США после мирного договора в Форт-Стэнвиксе 1784 года с Конфедерацией ирокезов. В следующем году разгорелся пограничный спор между Нью-Йорком и Пенсильванией. После геодезических работ, проведенных Эндрю Элликоттом, представляющим Пенсильванию, и Джеймсом Клинтоном и Симеоном Девиттом, представляющими жителей Нью-Йорка, западная окраина Нью-Йорка была установлена в 20 милях (32 км) к востоку от острова Преск-Айл в Пенсильвании, небольшого полуострова у побережья Эри, Пенсильвания. Однако это оставило невостребованную территорию, которая стала известна как Земли треугольника.
Земли Треугольника не подпадали ни под действие хартии Нью-Йорка, ни Пенсильвании, в то время как и Коннектикут, и Массачусетс также высказались с претензиями.
Из трех конкурирующих претендентов (Пенсильвания, Коннектикут и Массачусетс) только Пенсильвания не имела выхода к морю, за исключением очень крошечной полоски береговой линии длиной 3,75 мили. После некоторого давления со стороны нового федерального правительства все четыре штата отказались от своих претензий к этому юридическому лицу, которое затем, в 1792 году, продало окончательные права на 202 187 акров (81 822 гектаров) земли Пенсильвании за 151 640,25 долларов (75 центов за акр). Шесть наций Конфедерации ирокезов передали землю Пенсильвании в январе 1789 года за выплаты в размере 2000 долларов от Пенсильвании и 1200 долларов от федерального правительства. Нация Сенека отдельно урегулировала земельные претензии к Пенсильвании в феврале 1791 года за 800 долларов. Это было сделано без одобрения федерального правительства и в нарушение 10 раздела 1 статьи Конституции США, которая оставляет за федеральным правительством право заключать договоры. Благодаря этому доступу к Великим озерам Пенсильванию убедили принять западную границу, установленную генеральным инспектором Северо-Западной территории после принятия Северо-Западного указа в 1787 году.
Треугольник Эри часто описывается как «выступ» (англ. tab) или «дымоход» (англ. chimney), прикрепленный к Пенсильвании. Вода у берегов треугольника Эри известна как Кладбище озера Эри из-за большого количества кораблекрушений, произошедших в штормовых водах этого района в 18-19 веках. Это также было место предварительного сражения между войсками, участвовавшими в битве на озере Эри во время войны 1812 года. Сама битва произошла на островах озера Эри, на западной оконечности озера, у побережья Огайо.